# Jerry Paris
William Gerald (Jerry) Paris (San Francisco, 25 juli 1925 – Los Angeles, 31 maart 1986) was een Amerikaanse film- en televisieacteur en -regisseur.

## Biografie
Paris acteerde in de late jaren 1940 en de jaren 1950 in films als My Foolish Heart, The Caine Mutiny, The Glass Wall en Marty. Hij speelde ook in het eerste seizoen van de tv-serie The Untouchables.
Hij speelde nadien de buurman en tandarts Jerry Helper in verschillende afleveringen van The Dick Van Dyke Show, waarvan hij ook een aantal afleveringen regisseerde. Hij kreeg hiervoor een Primetime Emmy Award voor het seizoen 1963-64.
Paris ging zich dan toeleggen op het regisseren van film en televisie. Hij regisseerde de filmkomedies Don't Raise the Bridge, Lower the River met Jerry Lewis, Never a Dull Moment met Dick Van Dyke en Viva Max! met Peter Ustinov; voor televisie werkte hij onder meer voor The Partridge Family, Here's Lucy, The Odd Couple en The Mary Tyler Moore Show, maar bovenal was hij van 1974 tot 1984 de "huisregisseur" van de tv-serie Happy Days; hij regisseerde 237 van de 255 afleveringen. 
Nadien regisseerde hij nog de filmkomedies Police Academy 2 en Police Academy 3. 
Op 18 maart 1986 werd hij opgenomen in het ziekenhuis, waar dokters ontdekten dat hij een hersentumor had. Hij onderging twee operaties, maar de tumor kon niet verwijderd worden. Hij verbleef tot zijn dood op 31 maart in het ziekenhuis. 